# Cezary Annusewicz
Cezary Annusewicz (ur. 4 lutego 1951 w Sopocie) – polski duchowny rzymskokatolicki, sprawujący jednocześnie opiekę nad katolikami obrządku ormiańskiego. 

## Życiorys
Ukończył Biskupie Seminarium Duchowne w Gdańsku-Oliwie. 23 czerwca 1974 otrzymał święcenia diakonatu, a 24 maja 1975 święcenia kapłańskie. Był wikariuszem w kościele Przemienienia Pańskiego w Nowym Dworze Gdańskim (25 czerwca 1975 – 14 czerwca 1976), wikariuszem w kościele Trójcy Świętej w Gdańsku-Oliwie (15 czerwca 1976 – 31 lipca 1978), wikariuszem w kościele Najświętszej Maryi Panny Królowej Różańca Świętego w Gdańsku-Przymorzu (1 sierpnia 1978 – 2 lutego 1982), wikariuszem w kościele Matki Boskiej Nieustającej Pomocy w Pruszczu Gdańskim (3–9 lutego 1982). Od 10 lutego 1982 do 4 czerwca 1986 był administratorem, następnie do 19 sierpnia 1995 proboszczem i budowniczym kościoła św. Jacka Odrowąża oraz Domu Rekolekcyjnego Archidiecezji Gdańskiej w Straszynie. 
Od 5 czerwca 1979 pełni posługę duszpasterza Polonii Gdańskiej, od 24 lutego 2000 także kapelana Koła Polonii Gdańskiej. Od 17 lutego 1990 katechetyczny wizytator dekanalny dekanatu Gdańsk-Śródmieście, od 1 stycznia 1995 diecezjalny duszpasterz Ormian. Od 8 listopada 1995 wicedziekan, od 25 stycznia 2002 do 16 listopada 2007 i od 16 listopada 2012 do 26 lutego 2021 dziekan, od 25 kwietnia 1997 dekanalny duszpasterz rodzin dekanatu Gdańsk-Śródmieście. Od 25 listopada 1991 do 19 sierpnia 1995 wicedziekan dekanatu Pruszcz Gdański. 
Od 10 sierpnia 1995 roku proboszcz parafii rzymskokatolickiej św. Apostołów Piotra i Pawła w Gdańsku, a w latach 1999–2009 również proboszcz ormiańskokatolickiej parafii personalnej w Gdańsku. Od 1 grudnia 2009 roku proboszcz (już terytorialnej, a nie personalnej) ormiańskokatolickiej parafii północnej z siedzibą w Gdańsku.  
Od 28 sierpnia 1988 kanonik honorowy Kapituły Katedralnej Gdańskiej (od 25 marca 1992 Kapituły Archikatedralnej Gdańskiej). Od 9 lipca 2001 kapelan (prałat), od 22 grudnia 2007 prałat honorowy Jego Świątobliwości.
Od 1996 jest prezesem działającego przy parafii stowarzyszenia „Rodzina Kolpinga”. Za założenie i prowadzenie tego stowarzyszenia jesienią 2010 otrzymał od Fundacji Polcul wyróżnienie im. Ireny i Karola Dowoyna-Sylwestrowicz.

## Odznaczenia
- Brązowy Medal „Zasłużony Kulturze Gloria Artis” (28 czerwca 2017)[7][8]
- Medal św. Wojciecha (2008)[9]
- Złota Odznaka „Za opiekę nad zabytkami” (2005)[1]